# Patrice Gaille
Patrice Gaille (ur. 14 kwietnia 1956 w La Chaux-de-Fonds) – szwajcarski szermierz, wielokrotny medalista mistrzostw świata.
Podczas mistrzostw świata w Buenos Aires w 1977 roku wywalczył brązowy medal w szpadzie indywidualnej. Wyprzedzili go jedynie Szwedzi: Johan Harmenberg i Rolf Edling. Na tej samej imprezie Szwajcarzy w składzie: Daniel Giger, Patrice Gaille, Christian Kauter, François Suchanecki i Guy Evéquoz zajęli drużynowo drugie miejsce. W konkurencji tej zdobywał następnie srebrne medale na mistrzostwach świata w Clermont-Ferrand (1981) i mistrzostwach świata w Rzymie (1982) oraz brązowy na mistrzostwach świata w Melbourne (1979).
Wystartował na igrzyskach olimpijskich w Montrealu w 1976 roku, gdzie w turnieju indywidualnym florecistów odpadł w drugiej rundzie i został sklasyfikowany na 28. miejscu. Brał też udział w igrzyskach olimpijskich w Seulu w 1988 roku, zajmując trzynaste miejsce w szpadzie indywidualnej, a drużynowo był piąty. 